# 高野剛 (サッカー指導者)
髙野 剛（たかの つよし、1973年10月4日 - ）は、福岡県那珂川市出身 のサッカー指導者。東海大学付属第五高等学校/セントラル・ワシントン大学卒業。

## 来歴
東海大学付属第五高等学校2年次の高校選手権ベスト4進出の経験を持つものの、当時はレギュラーではなくサブメンバーで3年間を過ごし、公式戦出場は数試合程度にとどまった。一つ上に足立修。
高校卒業後、語学目的でアメリカに渡りワシントン州を中心にサッカー選手、指導者として活躍。1999年にはユナイテッドサッカーリーグ（USL）・シアトル・サウンダーズFC選手としてプレー、スタッフとして働く。
2005年からサンフレッチェ広島に育成組織コーチとして入団。2009年トップ昇格、スカウティング担当となる。ちなみに、過去広島普及部からのトップチーム昇格経験者のなかで、トップチームでの選手経験のない初のコーチ。同年末に退団。
2010年、渡英しリーグ1所属、ハダースフィールド・タウンFCの育成組織コーチとして入団。日本人2人目となるイングランドサッカー協会公認・ヨーロッパサッカー協会公認A級指導者ライセンスを取得する。
2012年1月、李忠成の通訳として、当時チャンピオンシップ所属のサウサンプトンFCに移籍する。同シーズンのプレミアリーグ昇格に貢献する。
2012年6月から、李をサポートしながらサウサンプトンFCトップチームのテクニカル・アシスタント・コーチとして、コーチ陣の一人として活動することになる。日本人として初めてプレミアリーグ所属のトップチームのコーチとなる。
2013年、マリヤン・プシュニク率いるアビスパ福岡の通訳兼トップチームコーチに就任。
2015年、タイ王国のタイ・ディヴィジョン1リーグに所属するBBCU FCのトップチーム監督として、チームをタイ・プレミアリーグの昇格へと導く。
2016年、ギラヴァンツ北九州のアカデミーダイレクター補佐兼Ｕ－１８監督に就任。
2017年、ギラヴァンツ北九州のアカデミーダイレクターに昇格。
2018年、ギラヴァンツ北九州を退団。
2018年、アジア人初となるイングランドサッカー協会(The FA)及び欧州サッカー連盟（UEFA）公認プロライセンス取得。
2018年、Jリーグフットボール本部育成部に所属する。育成改革プロジェクト「Project DNA」の立ち上げに関わる。
2021年、STVV（シント＝トロイデンVV）の Head of Football Strategy & Development および Managing Director of Youthに就任する。
2023年、STVV（シント＝トロイデンVV）の  セカンドチーム（U21）監督にManaging Director of Youthの兼任で就任する。

## 略歴
- 1989年 - 1991年 : 東海大学付属第五高等学校
- 1992年 - 1994年 : スカジット・バレー大学（Skagit Valley College）
- 1995年 - 1997年 : セントラル・ワシントン大学
  - 1997年 : ヤキマ・レッズFC（Yakima Reds FC）
  - 1997年 : セントラル・ワシントン大学コーチ
- 1998年 : エルシデックス翻訳会社(Elucidex)勤務
  - 1998年 : スカジット・バレー大学サッカー部コーチ
- 1999年 : スペースラボズ株式会社(Spacelabs Healthcare)勤務、ローカリゼーションプロジェクトマネージャー
- 1999年 : シアトル・サウンダーズFCリザーブ
- 2000年 : FCアライアンス（FC Alliance）監督
- 2001年 : ワシントン州選抜オリンピック・ディベロップメントU-16コーチ・U-14監督
- 2001年 - 2004年 : FCアライアンスコーチング・ディレクター
- 2005年 - 2007年 : サンフレッチェ広島ジュニアユースコーチ
- 2008年 : サンフレッチェ広島ジュニアコーチ
- 2009年 : サンフレッチェ広島トップチームコーチ
- 2010年 : ハダースフィールド・タウンFCジュニアユースコーチ
- 2012年1月 : サウサンプトンFCトップチーム・通訳
- 2012年6月 : サウサンプトンFCトップチーム・テクニカル・アシスタントコーチ
- 2013年 - 2014年 : アビスパ福岡通訳兼トップチームコーチ
- 2015年：BBCU FCトップチーム監督
- 2016年：ギラヴァンツ北九州アカデミーダイレクター補佐兼Ｕ－１８監督
- 2017年：ギラヴァンツ北九州アカデミーダイレクター兼Ｕ－１８監督
- 2018年：Jリーグフットボール本部育成部
- 2021年：STVV（シント＝トロイデンVV） Head of Football Strategy & Development / Managing Director of Youth
- 2023年：STVV（シント＝トロイデンVV）Managing Director of Youth 兼 セカンドチーム（U21）監督

## 資格
- 中学校・高等学校 教員免許
- アメリカ合衆国サッカー連盟(USSF)公認A級コーチ
- 欧州サッカー連盟(UEFA)公認A級コーチ[2]
- イングランドサッカー協会(The FA)及び欧州サッカー連盟(UEFA)公認プロライセンス取得
- イングランドサッカー協会(The FA)インターナショナルライセンス
- イングランド リーグマネージャーズ協会（LMA) フットボールマネージメントスクール「卓越感のある文化の構築」
- イングランド リーグマネージャーズ協会（LMA) フットボールマネージメントスクール「タレントID」

## 参考資料
- ２０１３年度 トップチーム通訳兼コーチ就任のお知らせ - J's GOAL